# Hlatikulu
Hlatikulu (tradus în română Pădurea Mare) este un oraș situat în partea de sud a statului Eswatini, în districtul Shiselweni.